# John G. Ramsay

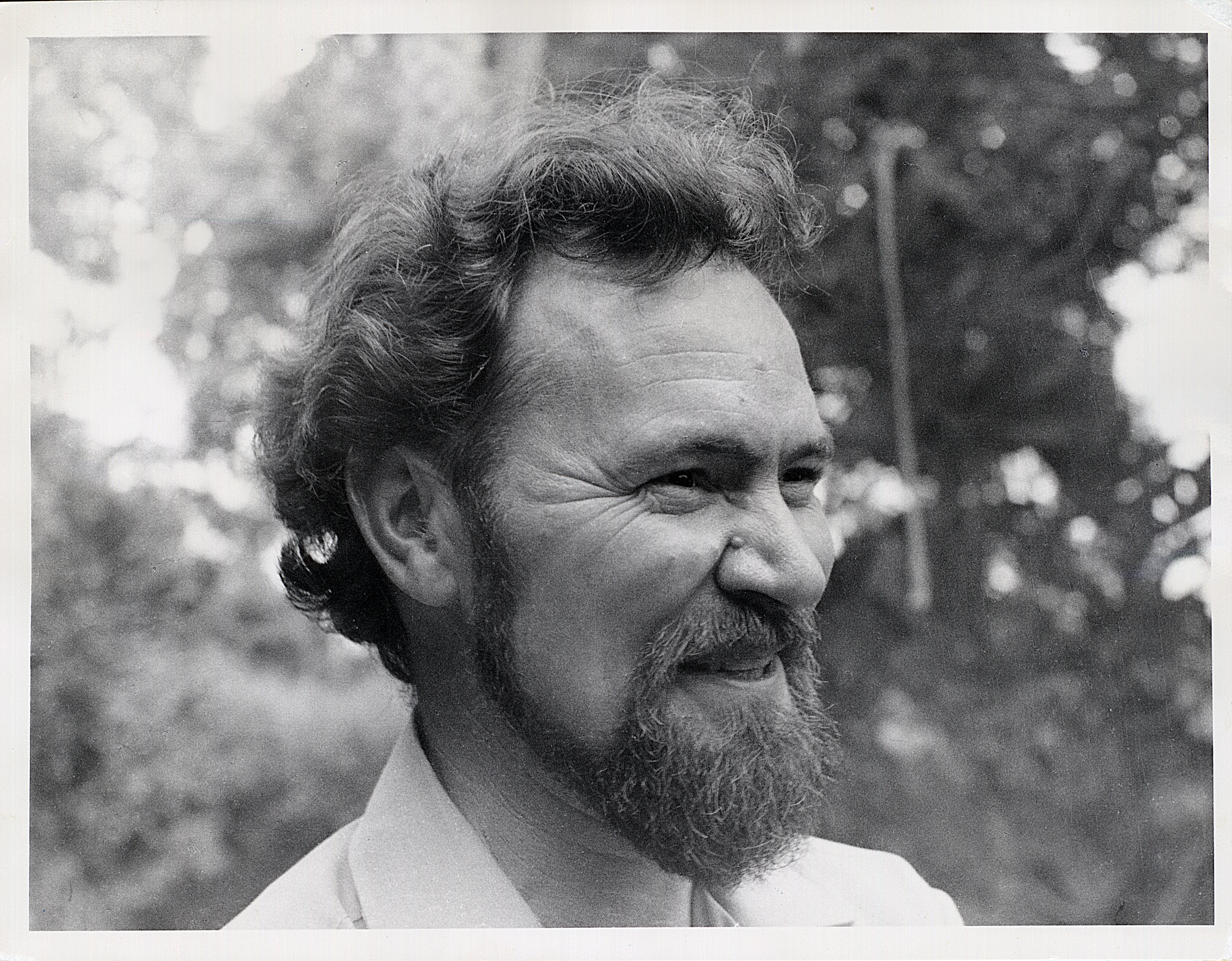
John G. Ramsay (ca. 1980)

John Graham Ramsay (* 17. Juni 1931 in London; † 12. Januar 2021) war ein britischer Strukturgeologe. Aufgewachsen im suburbanen London in den 1930er Jahren, besuchte er das Imperial College London und wurde dort 1966 ordentlicher Professor. Im folgenden Jahr veröffentlichte er sein erstes Buch, Folding and Fracturing of Rocks, das ihn im Kreis der Strukturgeologen bekannt machte. Während seiner wissenschaftlichen Laufbahn wurde er mit zahlreichen Wissenschaftspreisen ausgezeichnet.

## Leben
John Graham Ramsay errang seinen Bachelor of Arts in Geologie am Imperial College of Science and Technology der University of London und graduierte 1952 unter John Sutton mit Auszeichnung. Seine Doktorarbeit behandelte die Gesteinsdeformation im Gebiet des Loch Monar in den Scottish Highlands, die sich an den stark deformierten und mehrfach gefalteten Gesteinen der Moine Supergroup ablesen ließ, und die Beziehungen zwischen dem gefalteten Basement und seinem Deckgebirge; seinen Doktorgrad erhielt Ramsay 1954.
Nach seinem Militärdienst als Militärmusiker beim Corps of Royal Engineers of Great Britain wurde er 1957 als Dozent an die geologische Fakultät des Imperial College berufen. Viele seiner grundlegenden frühen wissenschaftlichen Arbeiten sind in dieser Zeit am Imperial Colleg entstanden. Später wurde er ordentlicher Professor am Imperial College, bevor er 1973 als Institutsleiter und Professor an die University of Leeds wechselte. 1976 wurde er zum Professor der Geologie an der ETH Zürich und der Universität Zürich berufen, zuletzt war er Professor Emeritus an beiden Lehrstühlen. Er war Ehrendoktor der Universität Rennes und der University of Cardiff in Wales.
Nach dem Rückzug von der aktiven Lehre in Zürich widmete er sich verstärkt den Instrumenten, die er während seines Militärdienstes gespielt hatte, dem Violoncello und der Tenortrommel. Ramsay komponierte u. a. mehrere Stücke für Streichquartette und unterrichtete Violoncello und Kammermusik in Issirac, Frankreich. Er starb 2021 wenige Monate vor seinem 90. Geburtstag.

## Wirken
John Ramsay ist Autor und Koautor von vier Büchern und zahlreicher strukturgeologischer Aufsätze. Er vertrat die Ansicht, dass die im Aufschluss oder Dünnschliff tatsächlich sichtbaren Strukturen des Gesteins den Schlüssel zum Verständnis der tektonischen Prozesse bilden, und folgerte, dass Deformationsmodelle sich an den zu beobachtenden Verhältnissen messen lassen müssen, um tatsächlich von Bedeutung zu sein. In all seinen Arbeiten wird der theoretische Teil von experimentellen Simulationen gefolgt, die dann mit Fotografien natürlich entstandener Beispiele verglichen werden.
Ramsay hat ausgedehnte Geländerarbeiten im Barberton-Grünsteingürtel in Südafrika und Simbabwe durchgeführt sowie im Ostafrikanischen Grabenbruch im Sudan. Neben seinen Beiträgen zur Strukturgeologie der Alpe vor und während seiner Zeit in Zurich beschäftigte er sich vorzugsweise mit dem Kaledonischen Gebirgsgürtel des Schottischen Hochlands.
Auch nach seiner Emeritierung setzte er seine strukturgeologische Arbeit fort und hat in den letzten Jahren als Honorary Research Adviser Studien im Gebiet des Moine Thrust in den nordwestlichen Highlands von Schottland für den Geological Survey des Vereinigten Königreichs und Irlands durchgeführt.

## Ehrungen
Seine Arbeit im Dienste des Fortschritts der Strukturgeologie wurden mit zahlreichen Ehrungen anerkannt, darunter die Bigsby-Medaille (1973) und die Wollaston-Medaille (1986), beides Auszeichnungen der Geological Society of London, die Prestwich-Medaille der Société géologique de France (1989), die Arthur Holmes Medal der European Geosciences Union (1984), die C. T. Clough-Medaille der Geological Society of Scotland (1962) und die Medaille der Universität Lüttich (1988). 1992 wurde er auf der Ehrenliste der Queen in den Order of Commander of the British Empire berufen. Er war ab 1973 ein Fellow of the Royal Society, außerdem Ehrenmitglied der Geological Society of America, der Société géologique de France, der Indian National Science Academy, der American Geophysical Union, der National Academy of Sciences (1985) und der britischen Geological Society of London. 1989 wurde er zum Mitglied der Academia Europaea gewählt.

## Schriften
- Folding and Fracturing of Rocks. McGraw-Hill, 1967, ISBN 0-07-051170-5.
- The Techniques of Modern Structural Geology, Volume 1: Strain Analysis. Academic Press, 1984, ISBN 0-12-576921-0.
- mit Martin I. Huber: The Techniques of Modern Structural Geology. Volume 2: Folds and Fractures. Academic Press, 1987, ISBN 0-12-576902-4.
- mit Richard Lisle: The Techniques of Modern Structural Geology. Volume 3: Applications of continuum mechanics in structural geology. Academic Press, 2000, ISBN 0-12-576923-7.